# Акелдама

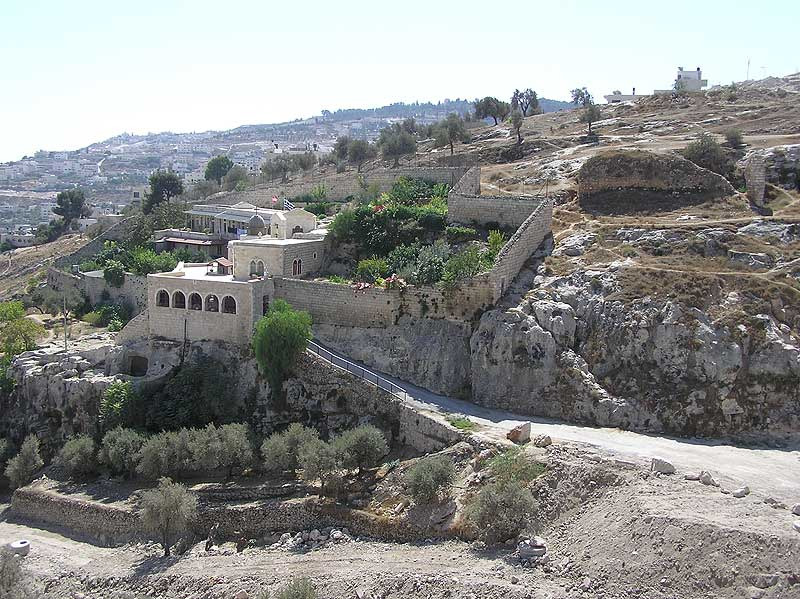
Акелдама. Вид на грецький православний монастр Онуфрія Великого

Акелдама, Поле Крові, Гончарське Поле (Haceldama, Aceldama, Akeldama, Hakl-ed-damm, від арам. חקל דמא) — згідно з Новим Завітом, ділянка землі в Єрусалимі, куплена на гроші отримані Юдою Іскаріотом від первосвящеників за зраду Ісуса Христа.

## Згадка у Новому Завіті
Євангеліст Матвій говорить про повішення Юди Іскаріота після зради Ісуса Христа (Мт. 27:3-5). Лука, переповідаючи у Діяннях Апостолів, каже що Юда «..упав сторч головою і тріснув надвоє» (Дії 1:16:-28). Ці дві події напевне є оповіданням тієї самої історії. Спершу Юда повісився, а потім гілка дерева чи шнур обірвався, може із судорог вмираючого, то й самовбивця і впав на землю. Можна собі уявити, що дерево росло над кручею, то й у падінні з тілом сталось так як пише Лука. За традицією, місце де Юда повісився було б на Полі Крові, купленому за його срібняки і що знаходиться на південно-східній частині долини Гінном. Юда зрозумівши що він зробив, розкаявся та віддав срібняки первосвященикам. Проте Закон забороняв приймати в жертву до храму гроші, що походили з нечесних заробітків (Вт. 23:19) і тому первосвященики казали: «..Цього не годиться покласти до сховку церковного, це ж бо заплата за кров.» (Мт. 27:6). Проте 30 срібняків була поважна сума і тому Синедріон вирішив купити на ці гроші поле, що його люди звали гончарським, для поховання померлих паломників. Після купівлі це «гончарське поле» стали називати «полем крові», на пам'ять про походження грошей на його купівлю, так і самогубства того, що дав гроші. Євангеліст Лука із свого боку пригадує, що ім'я «поле крові» арамійською мовою буде Акелдама: «І стало відоме це всім, хто замешкує в Єрусалимі, тому й поле те назване їхньою мовою Акелдама, що є: Поле крови.» (Дії 1:19). Традиція також позначає місце Акелдами перед брамою, що вела до міста і яку пророк Єремія називає «череп'яною брамою» (Єр. 19:2). Євангеліст Матвій також зазначає, що сповнилось пророцтво Захарії: «І вони Мою платню відважили тридцять срібняків. І промовив до мене Господь: Кинь її гончареві, ту славну ціну, що вони оцінили Мене! І Я взяв оті тридцять срібняків, і те кинув до дому Господнього, до гончара.»(Зах. 11:12-13).